# Joakim Sällquist
Lars Joakim Sällquist, född 25 december 1971 i Sankt Johannes församling i Norrköping, är en svensk skådespelare. Joakim fick sitt genombrott 2018 med filmen Goliat och tilldelades för sin rollprestation Guldbaggen för bästa manliga huvudroll. Efter sitt genombrott har han bland annat gjort rollen som Jochum Lang i Viaplay-serien Box21, där han blev nominerad till årets manliga skådespelare i en TV-produktion i Kristallen galan,, Olle skog i TV-serien Knutby och Ulf Kvant i filmen Beck – Den gråtande polisen.

## Filmografi
| År   | Titel                       | Roll           | Noteringar                             |
| ---- | --------------------------- | -------------- | -------------------------------------- |
| 2018 | Goliat                      | Roland Henebro | Guldbaggen för bästa manliga huvudroll |
| 2022 | Svart Krabba                | Officer        |                                        |
| 2022 | Beck – Den gråtande polisen | Ulf Kvant      |                                        |
| 2022 | UFO Sweden                  | Kenneth        |                                        |
| 2024 | Strul                       | Musse          |                                        |

| År        | Titel     | Roll                | Noteringar                                                                 |
| --------- | --------- | ------------------- | -------------------------------------------------------------------------- |
| 2020      | Box 21    | Jochum Lang         | Nominerad - Årets manliga skådespelare i en TV-produktion, Kristallen 2020 |
| 2020      | Hamilton  | Gruppledare Backman |                                                                            |
| 2021–2025 | Knutby    | Olle Skoog          |                                                                            |
| 2023      | Sanningen | Fredrik             |                                                                            |